# 28-ма окрема механізована бригада (Україна)
28-ма окрема механізо́вана брига́да імені Лицарів Зимового Походу (28 ОМБр, в/ч А0666, пп В0095) — військове формування механізованих військ Сухопутних військ Збройних Сил України. За організаційно-штатною структурою входить до складу ОК «Південь» Сухопутних військ Збройних Сил України.
Бригада носить почесну назву на честь Лицарів Зимового Походу — учасників Першого зимового походу, рейдових дій тилами Червоної та Добровольчої армій під час Перших визвольних змагань.

## Історія
Після здобуття Україною незалежності 89-й гвардійський мотострілецький полк Радянської армії увійшов до складу Збройних сил України як «89-й гвардійський механізований полк». Полк входив до складу 28-ї механізованої дивізії.

### Переформування
В 1998 році, в результаті першого експерименту з апробування бригадно-дивізійної структури, на базі полку була створена 28-ма окрема механізована бригада.[джерело?] Новостворене з'єднання успадкувало регалії лише цього полку.

### Російсько-українська війна
Під час війни на сході України підрозділи бригади утримували позиції в Секторі «Д» на півдні Донецької області.
У липні 2014 року батальйонна тактична група 28 ОМБр прикривала державний кордон із Росією на ділянці Ізварине — Кумачове.
28 серпня 2014 року батальйонна тактична група 28 ОМБр, була перекинута з сектора «Д» на посилення угрупування українських військ в секторі «Б».

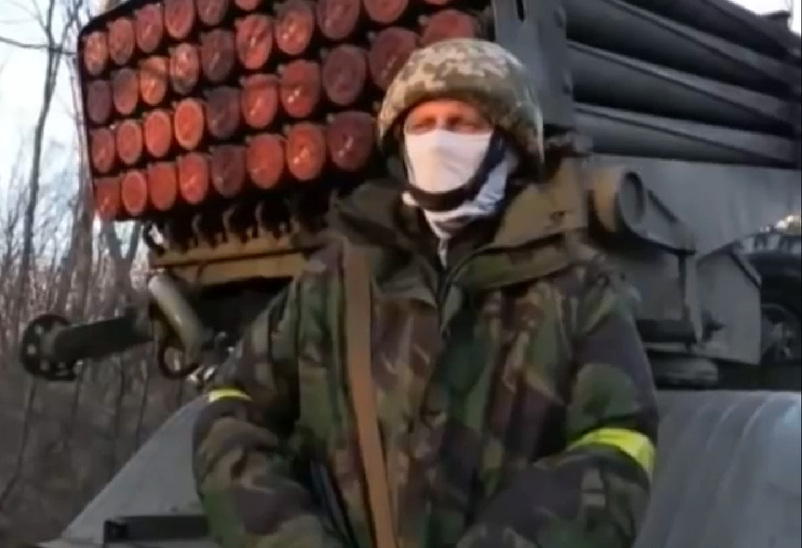
Командир БМ-21 «Град» з 28 ОМБр, родом з Криму, брав участь в Євромайдані, учасник бойових дій

Згодом підрозділ бригади спільно з іншими підрозділами успішно відбивав атаки на Донецький аеропорт.
20 січня 2018 року бригада повернулася з ротації в оновлене військове містечко.
23 серпня 2019 року 28-ма окрема механізована бригада отримала почесне найменування «імені Лицарів Зимового Походу» на честь учасників Першого зимового походу (1919—1920) під час Перших визвольних змагань.

### Російське вторгнення 2022 року
25 лютого 2022 року в ході відбиття російського вторгнення в Україну, 28-ма окрема механізована бригада вступила у бій з російськими військами. За даними голови Громадської ради при Одеській ОДА Сергія Братчука, росіяни спробували висадити морський і повітряний десант в районі с. Коблеве на Чорноморському узбережжі Миколаївської області. В результаті спроба ворога висадити десант була припинена. Противник відступив, втративши вбитими до 25 осіб. Ще двох диверсантів було затримано в самому селі Коблеве.
У листопаді 2022 року бригада брала участь у боях на Херсонському напрямку та звільненні правобережжя Херсонщини.
З початку грудня 2022 року бригада виконувала бойові завдання на Бахмутському напрямку.

## Структура

### 2016
- управління (штаб)
- 1 механізований батальйон
- 2 механізований батальйон
- 3 механізований батальйон
- танковий батальйон[10]
- зенітний ракетно-артилерійський дивізіон
- бригадна артилерійська група:
  - батарея управління та артилерійської розвідки
  - 1 самохідний артилерійський дивізіон 2С1 «Гвоздика»
  - 2 самохідний артилерійський дивізіон 2С3 «Акація»[10]
  - реактивний артилерійський дивізіон БМ-21 «Град»
  - протитанковий артилерійський дивізіон МТ-12 «Рапіра»
- розвідувальна рота
- рота снайперів
- вузол зв'язку
- рота радіоелектронної боротьби
- радіолокаційна рота
- група інженерного забезпечення
- рота РХБ захисту
- батальйон матеріально-технічного забезпечення
- ремонтно-відновлювальний батальйон
- медична рота
- комендантський взвод

### 2024[11]
- 1-й механізований батальйон
- 2-й механізований батальйон
- 3-й механізований батальйон
- Танковий батальйон
- Артилерійська група (2С1 «Гвоздика», 2С3 «Акація» і БМ-21 «Град»)
- Протитанковий дивізіон (МТ-12 «Рапіра»)
- Зенітний ракетно-артилерійський дивізіон
- Розвідувальна рота
- Рота снайперів
- Рота РЕБ
- Радіолокаційна рота
- Інженерна рота
- Рота РХБЗ
- Батальйон матеріального забезпечення.
- Ремонтно-відновлювальний батальйон
- Медична рота
- Комендантський взвод
- 5-й стрілецький батальйон[12]
- 5-й резервний батальйон[13]
- спеціалізований стрілецький батальйон «Шквал»[14]
- батальйон безпілотних систем «Reaper»[15]

## Оснащення
- Бронеавтомобілі: Новатор[16] і Варта[17]
- БМП: БМП-2[10]
- Артилерія: 2С3 «Акація»[10], 2С1 «Гвоздика»[18], БМ-21 «Град»[19] і МТ-12 «Рапіра»[20]
- Танки: Т-64БВ[21] і Т-64БМ «Булат»[22]
- Зенітні комплекси: Стріла-10[23]

## Командування
- полковник Плавський Олександр Герольдович
- підполковник Лук'яненко Ігор Михайлович
- полковник Павловський Ігор Валентинович
- (2000-ні)[уточнити] полковник Наєв Сергій Іванович[24]
- полковник Олійник Ігор Петрович
- полковник Ліщинський Владислав Вацлавович
- (жовтень 2015 — травень 2018) полковник Зубовський Олег Валерійович[25]
- (травень 2018 — вересень 2021) полковник Марченко Максим Михайлович[26]
- (вересень 2021 року — 23 липня 2022†) полковник Гуляєв Віталій Анатолійович, загинув у бою.[27]
- (з серпня 2022—?) полковник Мадяр Юрій Федорович[28][29]
- (?—жовтень 2024) Халабуда Олексій Анатолійович[30]
- 26.10.2024 по Куликівський Анатолій Сергійович

## Втрати
Станом на листопад 2017 року, Книга Пам'яті містила дані про 110 загиблих військовиків бригади.
Станом на середину січня 2018 року, за даними одеського інформаційного порталу «Думська», втрати становили 144 загиблих військовиків, ще 426 отримали поранення.
Станом на квітень 2019 року, за даними одеського інформаційного порталу «Думська», втрати 28 ОМБр склали 158 загиблих військовиків. В пункті постійної дислокації з'єднання було відкрито Кімнату Пам'яті, в якій розміщено 158 фотографій військовослужбовців бригади, загиблих у боях російсько-української війни.
Станом на серпень 2021 року, втрати 28 ОМБр складали 186 загиблих військових.

## Традиції
Станом на 2015 рік частина мала назву: 28-ма окрема гвардійська механізована бригада.
В 2016 році, в рамках загальновійськової реформи, з назви було виключене найменування «гвардійська».
У квітні 2018 року ініціативна група військовослужбовців, ветеранів, волонтерів і журналістів запропонувала присвоїти бригаді почесну назву, з метою увічнити пам'ять про видатного одесита, начальника 2-го, розвідувального, відділу Генерального штабу Української Народної Республіки генерал-хорунжого Всеволода Змієнка.
22 серпня 2019 року, з метою відновлення історичних традицій національного війська щодо назв військових частин, зважаючи на зразкове виконання поставлених завдань, високі показники в бойовій підготовці, а також з нагоди 28-ї річниці незалежності України, Президент України своїм наказом № 618/2019 присвоїв 28-й окремій механізованій бригаді почесне найменування «імені Лицарів Зимового Походу» та з подальшим її іменуванням — 28 окрема механізована бригада імені Лицарів Зимового Походу.
6 травня 2022 року бригада була відзначена почесною відзнакою «За мужність та відвагу».

### Символіка
В 2015 році бригада видозмінила емблему. З неї прибрали георгіївську (гвардійську) стрічку, залишивши тільки стрічку кольорів національного прапора. При цьому змінилася техніка, присутня на емблемі — раніше на ній були зображені бойова машина піхоти БМП-2 і танк Т-72 (знятий з озброєння в Україні), який замінили два танки Т-34 часів Другої світової війни. Драгунські шаблі 1881 року замінили козацькими шаблями XVII сторіччя.
На початку 2019 року почав застосовуватися новий нарукавний знак бригади, а восени начальник Генштабу Збройних Сил України, офіційно, затвердив нарукавну емблему нового зразку для 28-ї окремої механізованої бригади імені Лицарів Зимового Походу. Нарукавна емблема має вигляд британського геральдичного щита, стандартного для ЗСУ форми та оливкового кольору, який оздоблено золотим кантом. На щиті зображено чорний хрест з золотою облямівкою. У центрі хреста розташоване синє коло із вписаним до нього золотим тризубом, накладене на золоту чотирипроменеву зірку. В емблемі бригади використано елементи нагороди Залізного хреста «За зимовий похід і бої» Української Народної Республіки (1917—1921 рр.). З офіційно затвердженої версії було прибрано девізну стрічку, яка являла собою вигнуту вгору посередині фігурну стрічку з девізом «Волею та Залізом».
Почесний стяг 28 окремої механізованої бригади містить зображення ордена «Залізного хреста» на оливковому тлі прямокутного полотнища.

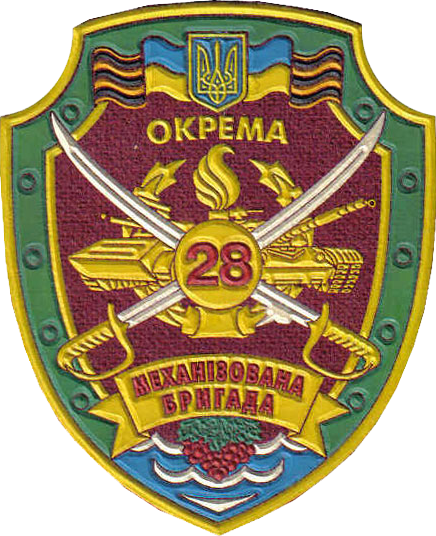
до 2015
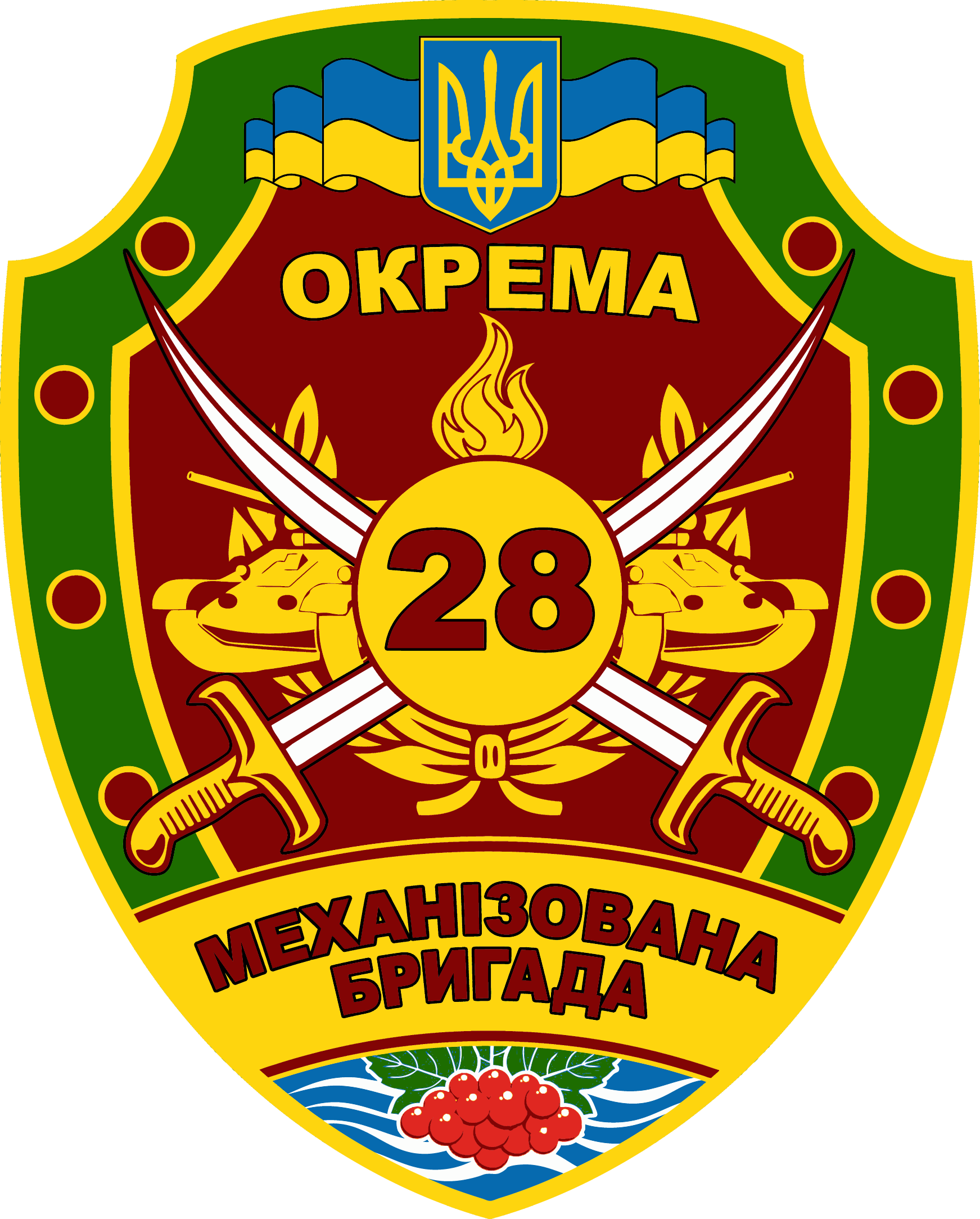
2015—2019
з 2019

## Інциденти
У листопаді 2011 року повідомлялося, що військова частина незаконно передала фермерам 2126 га своєї землі у Комінтернівському районі Одеської області. Вартість землі оцінювалася у понад 22 млн грн.
У січні 2013 року прокуратура повідомляла про недостачу продуктів харчування для солдатів на суму понад 750 тис. грн.
У листопаді 2014 року волонтер Наталія Пранжу повідомила, що командир бригади В'ячеслав Ліщинський не оформляв заяви до МО України для замовлення бійцям польової кухні, теплих речей та предметів гігієни, а також не оформляв акти прийому-передачі волонтерської допомоги.
24 червня 2015 року пресслужба Одеської обласної прокуратури повідомила, що начальник складу стрілецької зброї роти матеріального забезпечення був засуджений до 5 років позбавлення волі за викрадення, привласнення, зберігання та збут боєприпасів. За три місяці він збув охочим 93 ручних гранати та понад 2,8 тис. патронів різного калібру. Свою провину військовослужбовець визнав.
У вересні 2015 року головний військовий прокурор Анатолій Матіос повідомив, що один з комбатів бригади отримав хабар у понад мільйон гривень, за пропуск 10 фур через лінію зіткнення в зоні бойових дій. Спеціальний підрозділ «Альфа» СБУ і слідчі військової прокуратури затримали підозрюваного, до операції готувалися два місяці — чекали, поки всю бригаду відведуть із передової.
У січні 2017 року військова прокуратура почала розслідування щодо факту викрадення 164 пістолетів Макарова. Вони були вкрадені з липня 2016 по січень 2017 року зі складів ракетно-артилерійського озброєння бригади. Підозрюваного було затримано 1 листопада 2017 року.
У березні 2017 року лейтенант Ігор Тарновецький заявив про те, що командування частини змушує його прийняти посаду, за якою зафіксована нестача на 67 мільйонів гривень.

## Галерея

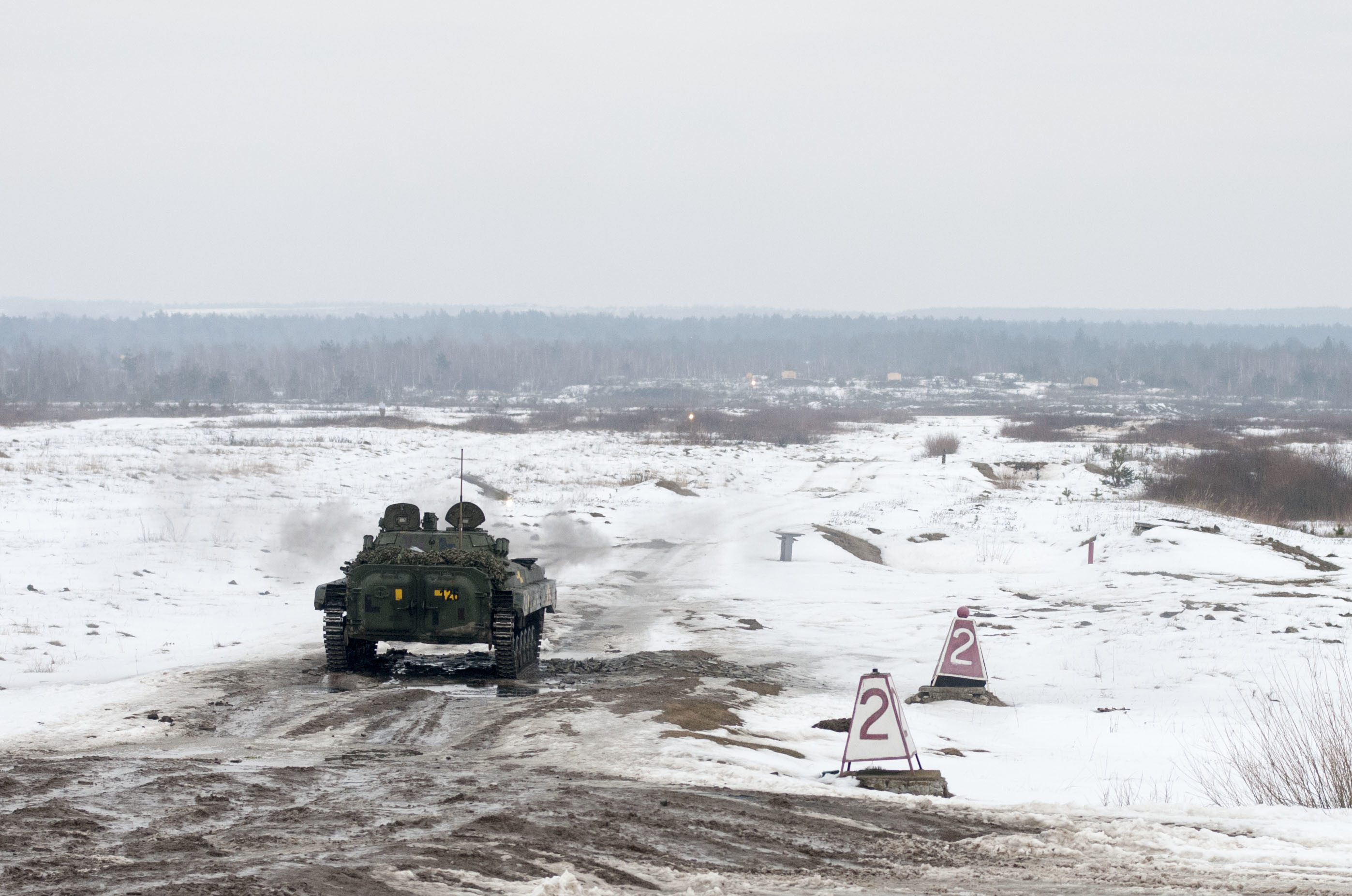
Навчання в лютому 2017